# کینوشیتا ایه‌سادا

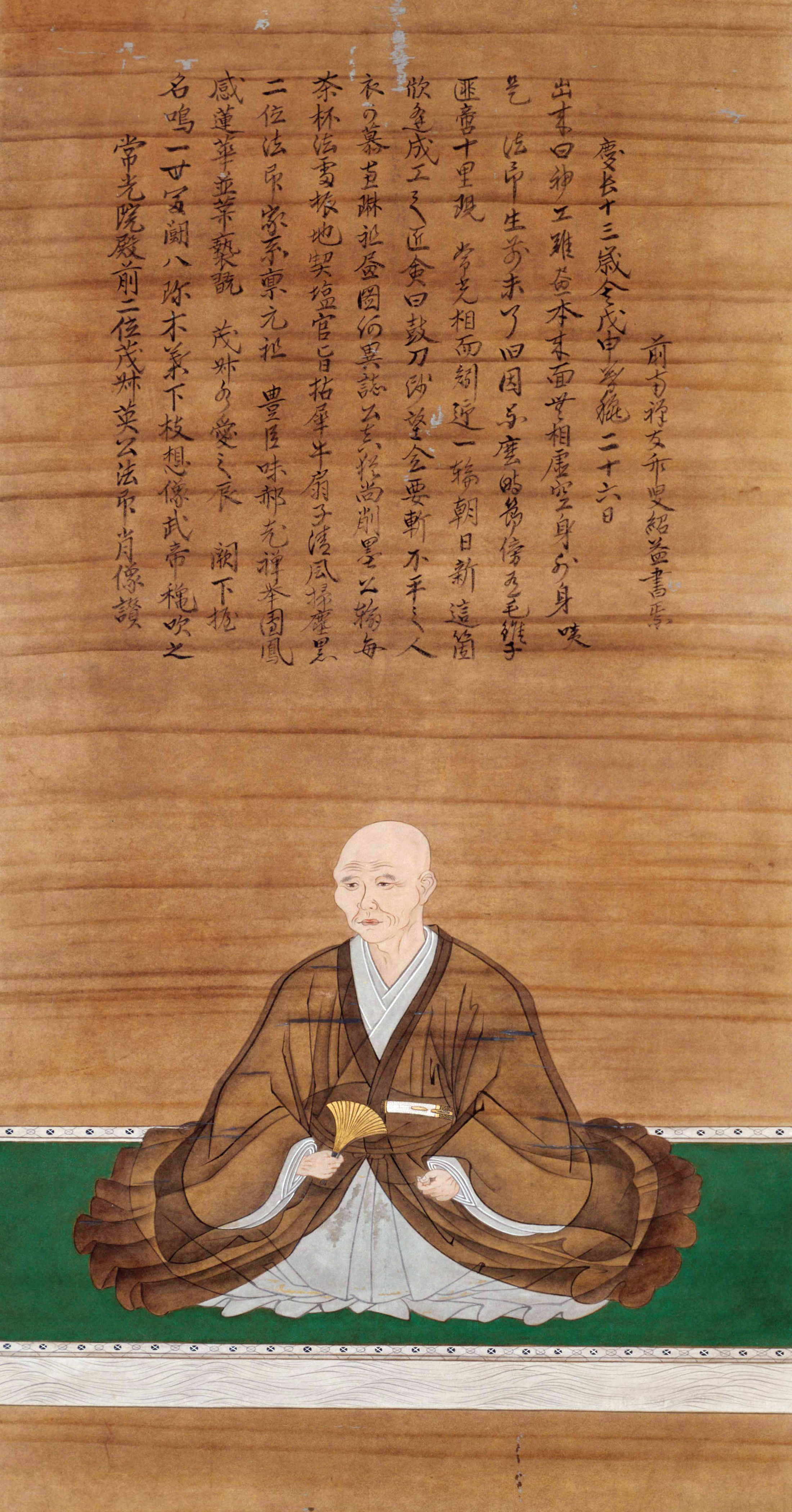
کینوشیتا ایه‌سادا

کینوشیتا ایه‌سادا (به ژاپنی: 木下 家定 Kinoshita Iesada) (۱۵۴۳ – ۴ اکتبر، ۱۶۰۸) یک سامورایی از دوره سنگوکو تا اوایل دوره ادو بود. نام خانوادگی او به معنی «زیر درخت.» است. خواهر او کیتا نو ماندوکورو نام داشت و همسراصلی تویوتومی هیده‌یوشی متحدکنندهٔ ژاپن بود. کوبایاکاوا هیده‌آکی پنجمین پسر او بود. از سال ۱۵۸۵ میلادی وی صاحب قلعه هیمه‌جی شد و تا سال ۱۶۰۰ در این قلعه ساکن بود.